# Kacsafarkú szender

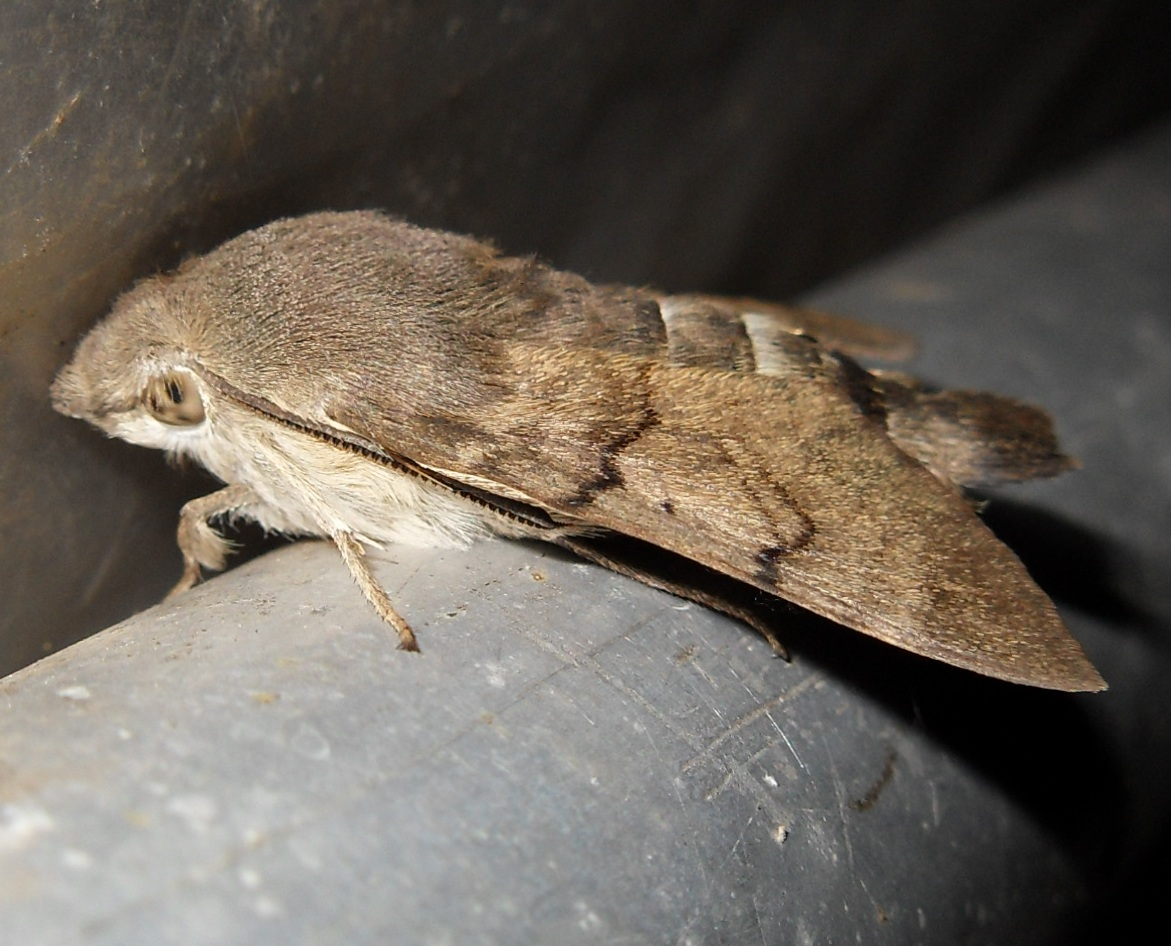
Kacsafarkú szender

Kacsafarkú szender szegfű nektárját szívja

A kacsafarkú szender (Macroglossum stellatarum) a rovarok (Insecta) osztályának a lepkék (Lepidoptera) rendjébe, ezen belül a szenderfélék (Sphingidae) családjába tartozó faj.
2021-ben Az Év Rovara.

## Megjelenése, felépítése
Elülső szárnyai barnák, alig észrevehető harántsávokkal, a hátulsók aranysárgák. Az elülső szárny 1,8–2,5 centiméter hosszú. Potrohán feltűnő fekete-fehér farpamacs („kacsafarok”) van. Ennek segítségével kitűnően tudja kormányozni magát, amikor sebes, zúgó repüléssel a virágok között cikázik.

## Életmódja, élőhelye
A lepke erdei tisztásokon, erdőszéleken repül, de gyakori a kertekben is. Május és november között 2-3 nemzedéke van. Vándorlepke, hazánk egyes szubmediterrán jellegű területein, például Pécs környékén áttelel és állandó. Napközben látogatja a virágokat, kolibrifélék módjára lebeg előttük, és igen hosszú pödörnyelvével szívja a nektárt. Röpte rendkívül gyors. Megfigyelték, hogy négy perc alatt több mint négyszáz ibolyavirágot látogatott meg. Jelentős szerepük van a virágok beporzásában.
Hernyói főképpen galajféléken táplálkoznak, zöld színűek világos hosszanti csíkokkal és kékes farkocska díszíti őket. Lepke alakban telel át pincékbe, barlangokba húzódva.

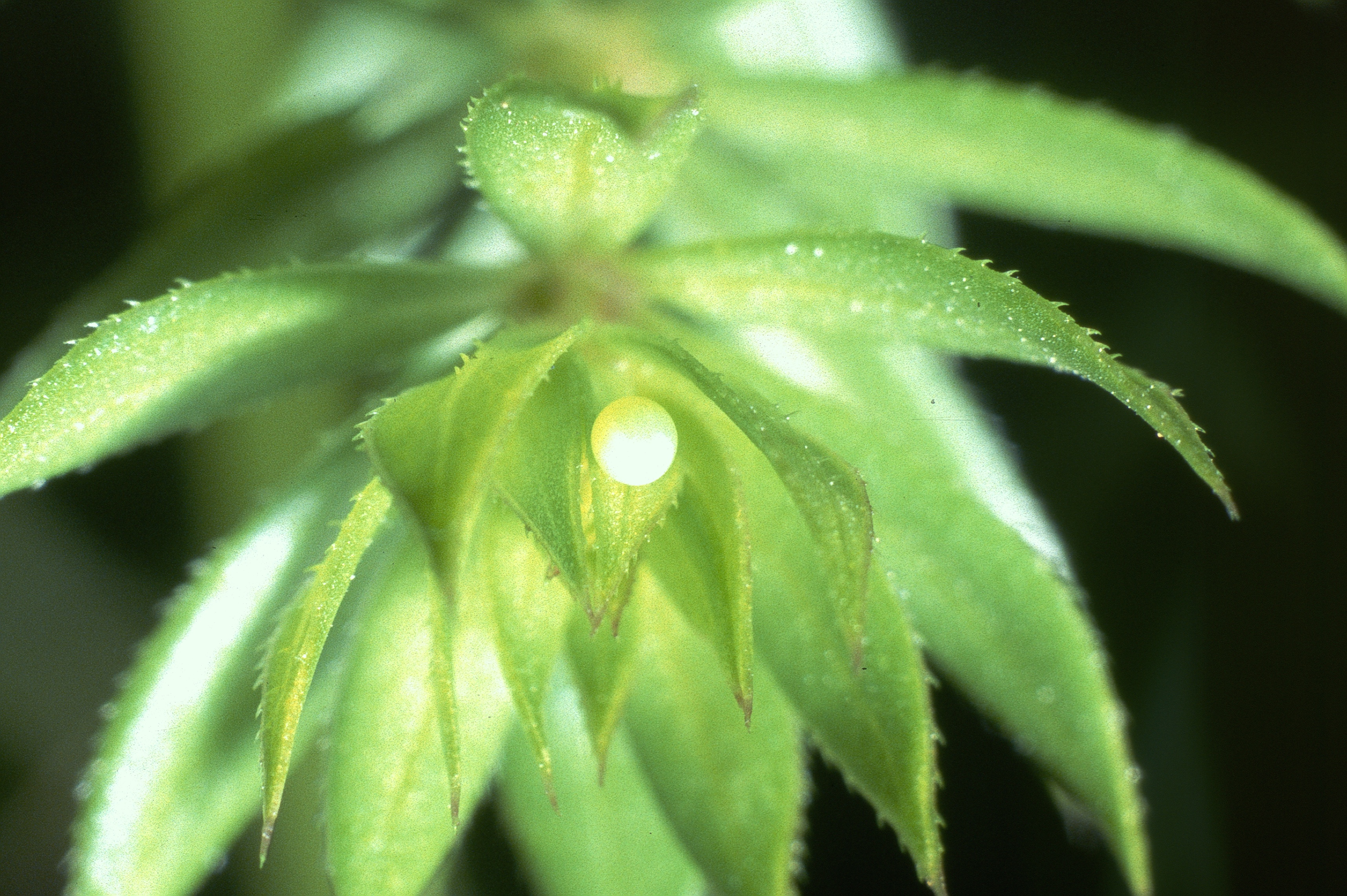
A kacsafarkú szender petéje,
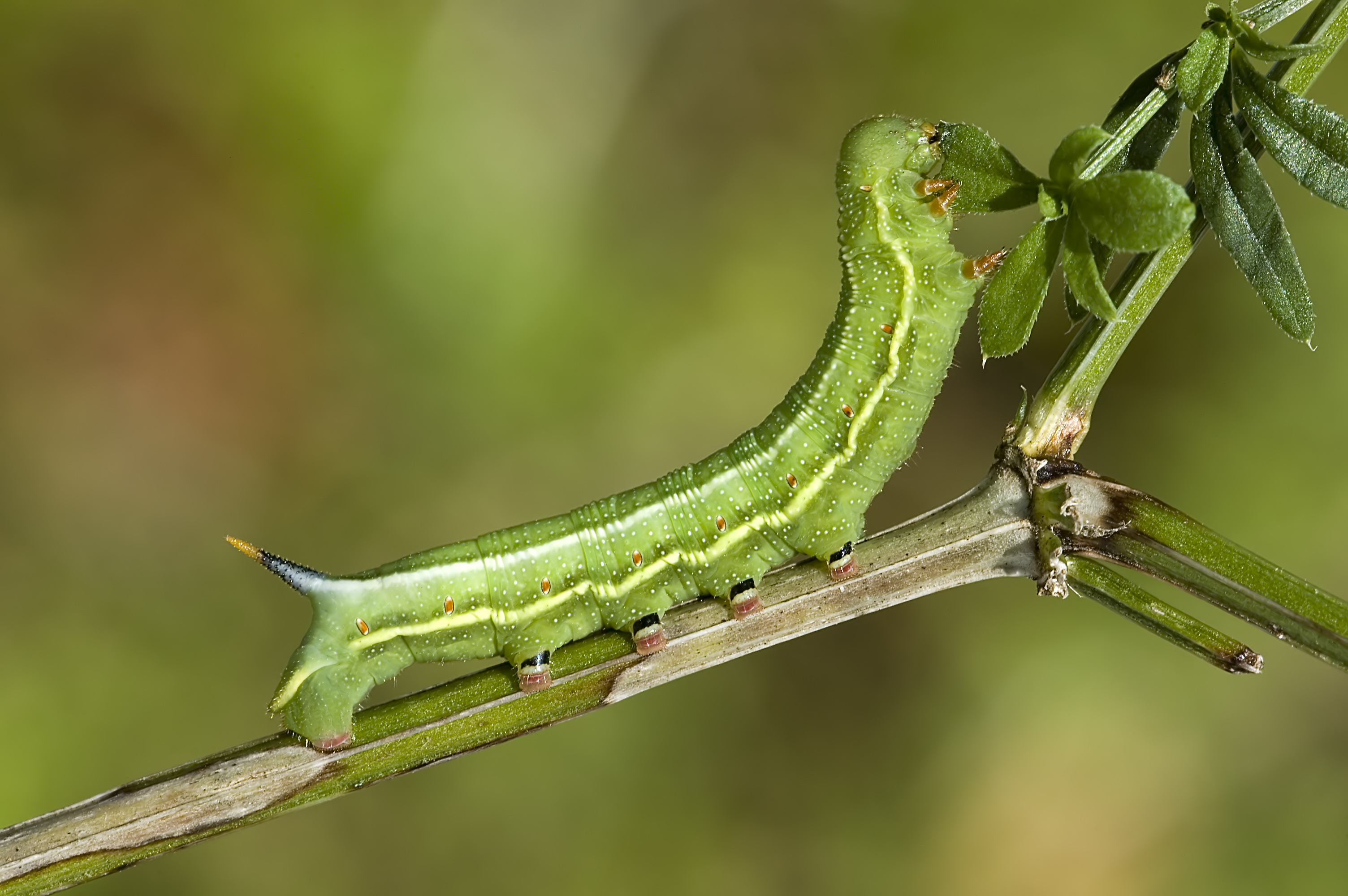
a hernyója,
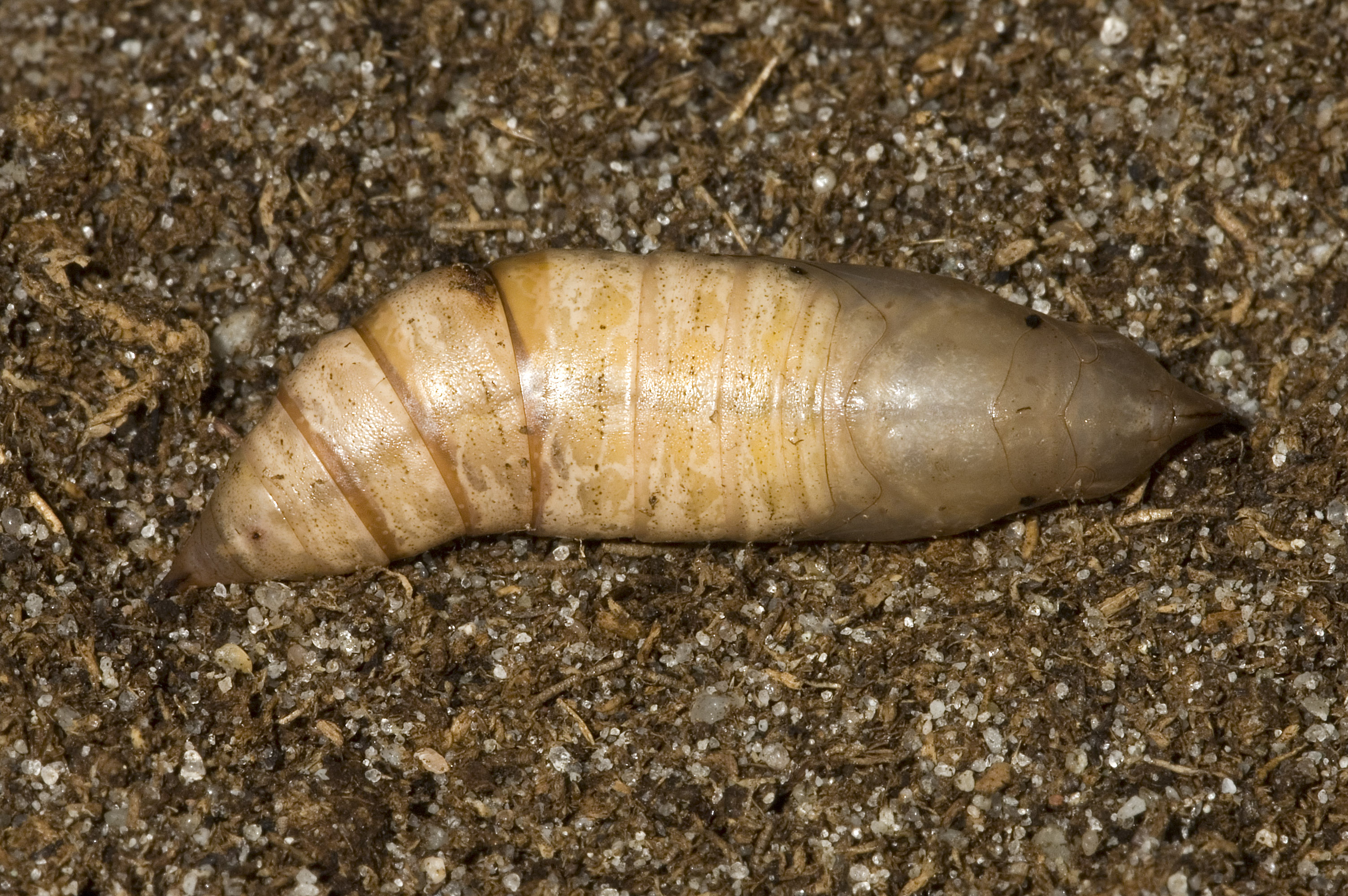
és a bábja.
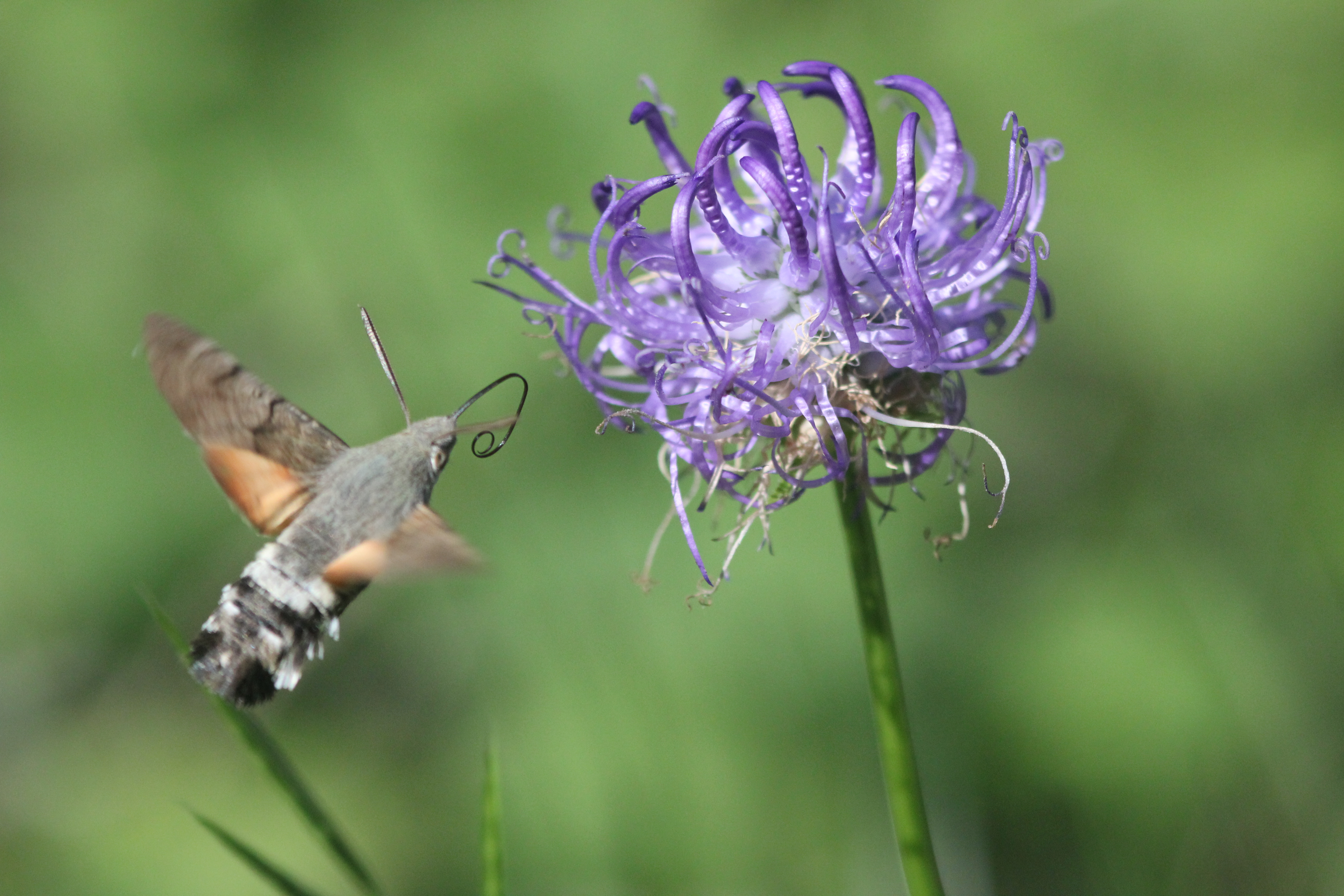
Kifejlett példány